# Plains, Skottland
Plains är en by i North Lanarkshire i Skottland. Byn är belägen 47,9 km 
från Edinburgh. Orten har 2 770 invånare (2016).